# Gola (armadura)
A gola é um item das antigas armaduras medievais, conhecido ainda também por colar; era uma peça responsável pela proteção do pescoço do cavaleiro, e uma pequena parte do peito e do segmento superior das costas. Tal armadura consistia de um chapa circular, forjada e ferro.

## Referência
- COIMBRA, Álvaro da Veiga, Noções de Numismática. SP. Secção Gráfica da Faculdade de Filosofia, Ciências e Letras da Universidade de São Paulo, 1965.